# Нардини, Пьетро
Пьетро Нардини (итал. Pietro Nardini; 12 апреля 1722, Ливорно — 7 мая 1793, Флоренция) — итальянский скрипач, композитор и музыкальный педагог.
Любимый ученик Джузеппе Тартини, Нардини учился у него в Падуе (1734—1740), после чего на протяжении 20 лет играл и преподавал в Ливорно. В 1760-е гг. работал в придворных капеллах в Штутгарте (под руководством Николо Йоммелли) и Брауншвейга, несколько раз выступал при австрийском императорском дворе. В 1769 г. получил место камер-виртуоза герцогской капеллы во Флоренции. Её капельмейстер Леопольд Моцарт (в письме 1763 года) особо отмечал в игре Нардини красоту, чистоту и ровность тонов, а Вольфганг Амадей Моцарт познакомился с его манерой исполнения во время первого итальянского путешествия 1770—1771 гг.
В своих скрипичных сонатах и концертах Нардини выступал как предшественник классицизма, он также внёс свой вклад в становление струнного квартета как жанра. К ученикам Нардини принадлежали, в частности, Джузеппе Камбини, Бартоломео Кампаньоли и другие заметные музыканты.